# The Wiccan Web
The Wiccan Web: Surfing the Magic on the Internet es un libro de 2001 de Patricia Telesco y Sirona Knight publicado por Citadel Press, un sello de Kensington Publishing. El libro se centra en la cultura Wicca en línea a finales de los años 1990 y principios de los años 2000, y está estructurado como una guía práctica para usuarios nuevos en la tecnología. Trata temas como encontrar sitios web relacionados con la Wicca, interactuar con comunidades neopaganas en línea e integrar hechizos y rituales de la Wicca con la tecnología.
La recepción crítica de The Wiccan Web fue negativa. Los críticos describieron el libro como involuntariamente cómico y criticaron su comprensión de la práctica neopagana, sus reescrituras de los credos wiccanos existentes y sus hechizos inusuales. El libro fue publicado durante un período de rápido crecimiento de comunidades en línea dedicadas a nuevos movimientos religiosos; recibió atención como un resumen de la cultura neopagana en línea y un símbolo de su creciente importancia cultural.

## Sinopsis
The Wiccan Web es una guía de usuario sobre la cultura Wiccan en línea de finales de los 90 y principios de los 2000. Comienza con un capítulo sobre el acceso a Internet, señalando que si bien los usuarios experimentados podrían ignorar ese capítulo, algunos lectores potenciales pueden haber tenido poca o ninguna exposición al uso de computadoras o a la búsqueda de sitios web. Los consejos neopaganos específicos comienzan en el segundo capítulo, que analiza la posibilidad de montar un altar alrededor de una computadora. Los autores dan ejemplos como colocar flores o cristales alrededor de una computadora, configurar un fondo de pantalla y un protector de pantalla con temas Wicca y rituales de consagración específicos de la tecnología.
El libro propone varios hechizos y rituales específicos de la tecnología, como hechizos para ayudar a la funcionalidad de un software antivirus, para ayudar a encontrar un sitio en particular con un motor de búsqueda o para evitar el robo de una computadora portátil. Esta sección del libro recibió críticas; un crítico wiccano sintió que los hechizos sonaban «tontos» y comparó sus cánticos rituales con «aplausos de la escuela secundaria», mientras que un crítico secular consideró que los elementos de algunos rituales, como frotar tinturas en la pantalla de una computadora, eran extraños. Además de los hechizos individuales, The Wiccan Web analiza la práctica de realizar rituales con otras personas en línea. Si bien fomenta estos rituales, describe cuestiones logísticas que los lectores deben resolver antes de realizarlos, como las prácticas de programación en un momento del día que funciona en varias zonas horarias.
El siguiente capítulo de The Wiccan Web reutiliza el ritual neopagano existente para la tecnología. Reescribe varios credos Wicca para que se ajusten al tema del libro; la  Rede Wicca, una versión de la Regla de oro, y la Carga de la Diosa se reescriben en la «Web Wiccan Rede» y la «Carga de la Diosa Cibernética», respectivamente. La practicante de Wicca Barbara Fisher describió esta última reescritura como hecha «tan mal que parece una parodia». Luego, el libro enumera muchos dioses y diosas antiguos de fuentes como la mitología celta, grecorromana y egipcia, y describe formas en que el lector podría invocarlos con fines tecnomágicos, incluidas múltiples deidades para el cibersexo ritual. Estos incluyen a la reina guerrera celta Medb, junto con deidades del amor y la lujuria más convencionales.
El libro analiza la netiqueta, tanto general como específica neopagana. Además de repasar temas de interés general para los usuarios de Internet, como la seguridad en Internet, la interacción con nuevos usuarios y el manejo de flame wars, analiza ejemplos específicos de los wiccanos, como la etiqueta para participar en un ritual en línea. Wiccan Web enumera muchos acrónimos y emoticones contemporáneos y propone varios nuevos específicos para las comunidades Wiccan. El libro termina explicando cómo configurar una página web personal y enumerando muchos sitios web neopaganos contemporáneos, incluidos los sitios web personales de ambos autores.

## Publicación y recepción
The Wiccan Web fue coescrito de Patricia Telesco y Sirona Knight, ambas autoras populares sobre Wicca y paganismo moderno. Fue publicado en 2001 a través de Citadel Press, un sello de Kensington Publishing. El libro fue agente de Lisa Hagan, entonces de Paraview Literary Agency, que se centra en libros sobre temas alternativos y paranormales. Citadel, que en ese momento se especializaba en libros orientados a la Wicca, vio The Wiccan Web como «únicamente con fines de entretenimiento». La autora Catherine Sanders, en su libro Wicca's Charm, percibió la publicación de la obra como un intento «comercial» de capitalizar una audiencia de literatura pagana en rápido crecimiento.
El libro recibió críticas negativas. En un artículo para la revista Wiccan newWitch, Barbara Fisher describió The Wiccan Web como «como ver un choque de trenes en cámara lenta» y calificó su «pura tontería [...] asombrosa». Criticó su comprensión superficial y «mecanicista» de la práctica de la Wicca, destacando su ignorancia del papel de la fuerza de voluntad en los rituales de la religión. Aunque Fisher consideró que The Wiccan Web era «inadvertidamente muy divertido», lo encontró inútil como guía seria de las subculturas paganas en línea. El periodista y satírico David Thorpe se refirió sarcásticamente a The Wiccan Web como «uno de los documentos más importantes de la era de la información», burlándose de su pobre comprensión de la tecnología, su asociación de figuras como Aengus y Coventina con rituales para crear anillos web, y su emoticonos propuestos, como el uso de :-) *#/ (-: para representar magia sexual. Llamó especial atención a una propuesta de hechizo que resumió como «frotar un pentagrama aceitoso directamente en el monitor de mi computadora».
Otros análisis de The Wiccan Web lo vieron como un símbolo de la creciente presencia en línea de nuevos movimientos religiosos en la época. Sanders identificó el libro como una importante guía práctica para interactuar en subculturas Wiccan en línea. Escribiendo desde una perspectiva cristiana, contextualizó The Wiccan Web junto con escaparates de comercio electrónico Wiccan, sitios web contemporáneos populares como The Witches' Voice y reuniones de aquelarres en persona organizadas en línea para presentar una narrativa de Wicca como una religión cada vez más prominente. En su libro de 2005 Cyberhenge: Modern Pagans on the Internet, el estudioso de estudios religiosos Douglas E. Cowan llamó la atención sobre el enfoque de The Wiccan Web en «asociaciones personales e instintivas» y el reconocimiento explícito de que sus lectores pueden no estar de acuerdo con sus conclusiones, describiendo esto como parte de una «actitud a menudo exuberante de individualismo religioso» entre los neopaganos. Cowan se refirió nuevamente a The Wiccan Web en una discusión sobre el uso de materiales en nuevas religiones en el Brill Handbook of Hyper-real Religion. Llamó la atención sobre sus sugerencias de utilizar equipos informáticos viejos o rotos con fines rituales, como el uso de llaves de computadora con fines de adivinación, y contextualizó esto dentro de las normas en expansión para el uso de objetos rituales en la práctica religiosa.